# Пуч, Игнасио
Игна́сио Даниэ́ль Маэ́стро Пуч (исп. Ignacio Daniel Maestro Puch; род. 13 августа 2003, Сан-Мигель-де-Тукуман) — аргентинский футболист, нападающий клуба «Атлетико Тукуман».

## Клубная карьера
Пуч — воспитанник клуба «Атлетико Тукуман». 10 февраля 2022 года в матче против «Атлетико Сармьенто» он дебютировал в аргентинской Примере. 20 июля в поединке против «Атлетико Сармьенто» Игнасио забил свой первый гол за «Атлетико Тукуман».

## Международная карьера
В 2023 году в составе молодёжной сборной Аргентины Пуч принял участие в молодёжном чемпионате Южной Америки в Колумбии. На турнире он сыграл в матчах против сборных Бразилии, Колумбии, Парагвая и Перу. В том же году Пуч принял участие в домашнем молодёжном чемпионате мира. На турнире он сыграл в матчах против команд Узбекистана, Гватемалы, Новой Зеландии и Нигерии. В поединке против новозеландцев Игнасио забил гол.